# Kateřinice (Nový Jičín-i járás)
Kateřinice település Csehországban, Nový Jičín-i járásban. Kateřinice Hukvaldy, Trnávka, Příbor, Fryčovice és Skotnice településekkel határos. Lakosainak száma 691 fő (2024. január 1.).

## Népesség
A település lakosságának változását az alábbi diagram mutatja:
| Lakosok száma | 496  | 508  | 596  | 553  | 658  | 620  | 660  | 647  | 686  | 691  |
|               | 1869 | 1890 | 1921 | 1950 | 1980 | 2001 | 2017 | 2019 | 2022 | 2024 |